# هاري هاموند
هاري هاموند (بالإنجليزية: Harry Hammond)‏ هو لاعب كرة قدم بريطاني (وحمل سابقاً جنسية المملكة المتحدة لبريطانيا العظمى وأيرلندا) في مركز الهجوم، ولد في 1868 في المملكة المتحدة، وتوفي في 1 ديسمبر 1921 في بولتن في المملكة المتحدة. لعب مع شيفيلد يونايتد وليستر سيتي ونادي إيفرتون وNew Brighton Tower F.C. ‏.